# Maptitude
Maptitude ist eine von der Caliper Corporation entwickelte Kartensoftware (Geoinformationssystem), mit der Benutzer Karten anzeigen, bearbeiten und integrieren können. Maptitude wurde 1995 als Maptitude 3.0 veröffentlicht, die aktuelle Version ist Maptitude 2021.

## Funktionalität
Maptitude ist für Geschäftsanwender gedacht, konkurriert jedoch auf allen Ebenen des GIS-Marktes in vielen verschiedenen Sektoren. Es kapselt die Kern-GIS-Funktionalität der Caliper Mapping-Software-Produktsuite und integriert in Microsoft Office Datenmapping aus verschiedenen Quellen, einschließlich Microsoft Excel, und enthält eine proprietäre BASIC-ähnliche Programmiersprache (Caliper Script) in einer Entwicklungsschnittstelle (GISDK). Dies ermöglicht die Automatisierung der Maptitude-Umgebung.
Maptitude-Geocodes adressieren und verwalten die Geocode-Genauigkeit (die Methode zum Suchen der Adresse) in einer Spalte in der Attributtabelle. Maptitude bietet Routenplanungstools zur Routenoptimierung, die Routenanweisungen für optimale Routen für Reisen und Lieferungen bereitstellen. Maptitude berechnet die Entfernung und die Richtung einzelner oder mehrerer Routen. Routen werden basierend auf der kürzesten Route, der schnellsten Route, der geordneten Route oder anderen Routentypen basierend auf anderen Kosten als Zeit oder Entfernung optimiert.

## Rezeption
1996 besprach G. David Garson Maptitude in der Fachzeitschrift Social Science Computer Review. Er bewertete die Leistungsfähigkeit der Software als „gut bis exzellent“ („Effectiveness: good to excellent“) und die Benutzerfreundlichkeit sowie die zur Verfügung gestellte Dokumentation als exzellent. Patrick Marshall stellte Maptidue 4.5 im Jahr 2002 im amerikanischen Magazin Federal Computer Week vor. Grant Ian Thrall rezensierte Maptitude 2013 in der niederländischen GeoInformatics.